# Bohumila Grögerová
Bohumil Grögerová, née le 7 août 1921 à Prague et morte le 21 août 2014 dans la même ville,, est une poétesse et traductrice tchèque.

## Biographie
Tout au long de sa vie, en collaboration avec son compagnon le poète Josef Hiršal (1920–2003), Bohumil Grögerová écrit des poèmes, des pièces radiophoniques et des ouvrages destinés à la jeunesse. Elle est journaliste politique dans des périodiques étrangers. Elle traduit vers le tchèque depuis l'allemand, l'anglais et le français. Aimé Césaire, Eugène Ionesco, Saint-John Perse, Edgar Allan Poe, Christian Morgenstern, Max Bense, Ernst Jandl et Friederike Mayröcker sont les écrivains les plus notables qu'elle traduit. Entre 1972 et 1980, elle est rédactrice au Bureau central de la recherche scientifique, technique et économique de Prague.
En 2009, son ouvrage Rukopis reçoit le Magnesia Litera du recueil de poèmes de l'année.

## Œuvre
- O podivné záhadě na poštovním úřadě, SNDK, 1962
- Co se slovy všechno poví, SNDK, 1964
- JOB-BOJ, Československý spisovatel, 1968
- Trojcestí, Mladá fronta, 1991
- Let let I–III, Rozmluvy a Mladá fronta, 1993-1994
- Meandry, Torst, 1996
- Nonsens: parafráze, paběrky, parodie, padělky, Mladá fronta, 1997
- Branka z pantů, Torst, 1998
- Čas mezi tehdy a teď, Klokočí a Knihovna Jana Drdy, 2004
- Klikyháky paměti, Concordia, 2005
- Rukopis, Nakl. Pavel Mervat, 2008